# Wiara, nadzieja, miłość
Wiara, nadzieja, miłość – debiutancki album solowy polskiego rapera Resta. Wydawnictwo ukazało się 13 listopada 2015 roku nakładem wytwórni Step Records. Na albumie pojawiło się wielu gości, m.in. Ero, Bezczel, Kali, Dudek P56 czy Kafar. Produkcji podjęli się m.in. Kriso, Pawbeats, DNA czy duet NWS, natomiast scratche wykonali DJ Gondek, DJ Cumz i DJ Hard Cut.
Do utworów „REST”, „Sam wiesz”, „Wiara”, „Daj Boże”, „Nie powiem Ci jak żyć”, „Póki co”, „Najwyższa wartość” oraz „Nie pozwól” zrealizowano teledyski. W wersji deluxe dostępnej w przedsprzedaży znalazły się 4 dodatkowe utwory.
Nagrania dotarły do 10. miejsca zestawienia OLiS i uzyskały status złotej płyty.

## Lista utworów
Opracowano na podstawie materiału źródłowego.
1. „Start” (produkcja: Kriso; scratche: DJ Gondek)
2. „REST” (produkcja: Choina; scratche: DJ Gondek)
3. „Wiara” (gościnnie: Bezczel, Ero; produkcja: Wits)
4. „Póki co” (produkcja: Dies)
5. „Czarna wizja” (produkcja: Czaha)
6. „Odpowiedzialność” (gościnnie: Pietras; produkcja: NWS; scratche: DJ Cumz)
7. „Daj Boże” (produkcja: Goofer; scratche: DJ Gondek)
8. „Nie powiem Ci jak żyć” (gościnnie: Polska Wersja, Saful; produkcja: NWS)
9. „Nadzieja” (gościnnie: Emazet; produkcja: NWS; scratche: DJ Gondek)
10. „Najwyższa wartość” (gościnnie: Sowa, Hipotonia WIWP, Kali, Jongmen, Michrus; produkcja: Feru)
11. „Dokąd idę?” (produkcja: Pawbeats)
12. „Sam wiesz” (gościnnie: Dudek P56; produkcja: Dos; scratche: DJ Hard Cut)
13. „Nie pozwól” (gościnnie: Nizioł, Żaba, Kafar; produkcja: Kaszpir; scratche: DJ Hardcut)
14. „Miłość” (gościnnie: Marlena Patynko; produkcja: Wits)
15. „REST” (Wilkulon Remix) (utwór dodatkowy)
16. „Nie pozwól” (DNA Remix) (gościnnie: Nizioł, Żaba, Kafar) (utwór dodatkowy)
17. „Najwyższa wartość” (DNA Remix) (gościnnie: Sowa, Hipotonia WIWP, Kali, Jongmen, Michrus) (utwór dodatkowy)
18. „Daj Boże” (Wersja archiwalna) (utwór dodatkowy)